# 朝日新聞グローブ
朝日新聞グローブ（あさひしんぶんグローブ）、通称GLOBEは、朝日新聞朝刊に2008年10月より挿入されている特別紙面のタイトル。2011年4月以降は日曜版として発行されているが、2016年4月より月2回から月1回の挿入となった。現在は、中綴じ式になっている。（後述）
初代編集長は、船橋洋一とともに自ら創刊にかかわった木村伊量で、 "ブレイクスルー・ジャパン!" をキャッチコピーに挙げている。

## 概要
毎回特定のテーマに沿った特集記事を提供し、世界における日本の在り方を提起している。海外識者のインタビュー記事も多く、通常の新聞紙面とは異なる雰囲気を醸している。
2009年1月12日より4ページから8ページに拡充して広告枠を設け、7月6日に東京アートディレクターズクラブから2009年度ADC賞を受賞した。
創刊から2011年3月までは基本第1・3月曜日の朝刊に中綴じされていたが、4月以降は「世界とつながる新日曜版」をキャッチコピーに第1・3日曜日の別刷りとなる。月曜日の連載時は白色上質紙で紙面中央部分へ差し込んでいたが、日曜別刷りでは通常紙面と同一紙質となる。2022年4月から別刷りとしての発行をやめ、2011年3月以前と同じく朝刊に中綴じされている（ただし第1・3の日曜日）。紙は通常紙面と同一。
2012年2月5日発行号より電子版が月額105円の有料制となるが、朝日新聞デジタル購読者は無料である。有料化電子版では紙面に掲載のない写真、動画、一部記事の英訳を掲載する。
電子版は2018年6月1日より朝日新聞GLOBE＋（グローブ・プラス）となった。